# União Desportiva de Santarém
A União Desportiva de Santarém é um clube desportivo português, localizado na cidade de Santarém (Portugal), distrito de Santarém. A principal modalidade do clube é o futebol, mas também se distingue noutras modalidades como a pesca desportiva.
É o clube mais emblemático da cidade, pelo seu historial nas divisões secundárias nacionais. A equipa foi notícia quando, num jogo de preparação, derrotou o Padroense Futebol Clube por uns esclarecedores 15-0.

## História
O clube foi fundado em 1969 a partir da união de dois clubes previamente existentes: o Sport Grupo Scalabitano “Os Leões” (fundado em 1911) e o Sport Grupo União Operária.
Em 1991 foi fundado os Ex-UDS, um grupo autónomo formado por atletas veteranos que tenham competido no clube, e que organiza anualmente o prestigiado torneio de Veteranos em Santarém.

## Palmarés
Campeão da III Divisão Nacional em: 
- 1974/75
- 1984/85

Campeão Distrital Seniores 1ª Divisão em:
- 2018/19

Campeão Distrital Seniores 2ª Divisão em:
- 2017/18

Taça do Ribatejo Seniores em:
- 1978/79
- 2018/19[4]

Campeão Distrital Juniores 1ª Divisão em:
- 2004/05

Campeão Distrital Juvenis 2ª Divisão em:
- 2004/05

Torneio de Encerramento Juvenis  2ª Divisão em:
2015/16
Campeão Distrital de Juvenis 1ª Divisão em:
- 1988/89

## Estádio

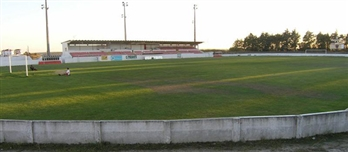
Campo Chã das Padeiras

Campo Chã das Padeiras: Teve relvado renovado, inaugurado no dia 17 de Janeiro de 2013 (Portugal sub-20 vs. Eslováquia sub-20).

Campo habilitado a receber jogos internacionais e com uma capacidade total de 2 167 espectadores entre lugares sentados e em pé.